# Actinopus itapitocai
Espèce
Actinopus itapitocai est une espèce d'araignées mygalomorphes de la famille des Actinopodidae.

## Distribution
Cette espèce est endémique du Brésil. Elle se rencontre au Rio Grande do Sul, au Paraná, dans l'État de São Paulo, au Goiás, au Minas Gerais et au Espírito Santo.

## Description
Le mâle holotype mesure 15,25 mm et la femelle paratype 21,62 mm.

## Étymologie
Son nom d'espèce lui a été donné en référence au lieu de sa découverte, Itapitocai.

## Publication originale
- Miglio, Pérez-Miles & Bonaldo, 2020 : « Taxonomic revision of the spider genus Actinopus Perty, 1833 (Araneae, Mygalomorphae, Actinopodidae). » Megataxa, vol. 2, no 1, p. 1-256.